# Hilara chinganensis
Hilara chinganensis är en tvåvingeart som beskrevs av Straka 1987. Hilara chinganensis ingår i släktet Hilara och familjen dansflugor. Inga underarter finns listade i Catalogue of Life.